# مقاطعات فنلندا التاريخية

Historical provinces of Finland
(the borders of قائمة مناطق فنلندا with yellow)

 المقاطعات التاريخية  (بالفنلندية historialliset maakunnat) بفنلندا هو إرث تاريخ البلاد مشتركة مع السويد. أصبحت المقاطعات كياناً إدارياً بالفعل في 1634 وظلت كذلك حتى حلت محلها مقاطعات فنلندا الحديثة وهو التعديل الإداري الذي ظل سارياً في فنلندا بين عامي 1997 و2009. وتبقى مقاطعات وفقا للتقاليد، ولكن ليس لها وظيفة إدارية اليوم. انتشار لهجات اللغة الفنلندية يتبع تقريباً ذلت الحدود.
الاسم الأول في الأقواس بالفنلندية، والثاني بالسويدية.
 فارسينايس سوومي (Varsinais-Suomi, Egentliga Finland)
 كاريليا (Karjala, Karelen)
 لابي (Lappi, Lappland)
 بوهيانما (Pohjanmaa, Österbotten)
 سـَتاكونتا (Satakunta, Satakunda)
 سافو (Savo, Savolax)
 هامي (Häme, Tavastland)
 أوسيما (Uusimaa, Nyland)
 أولاند (Ahvenanmaa, Åland)